# Josef Sýkora

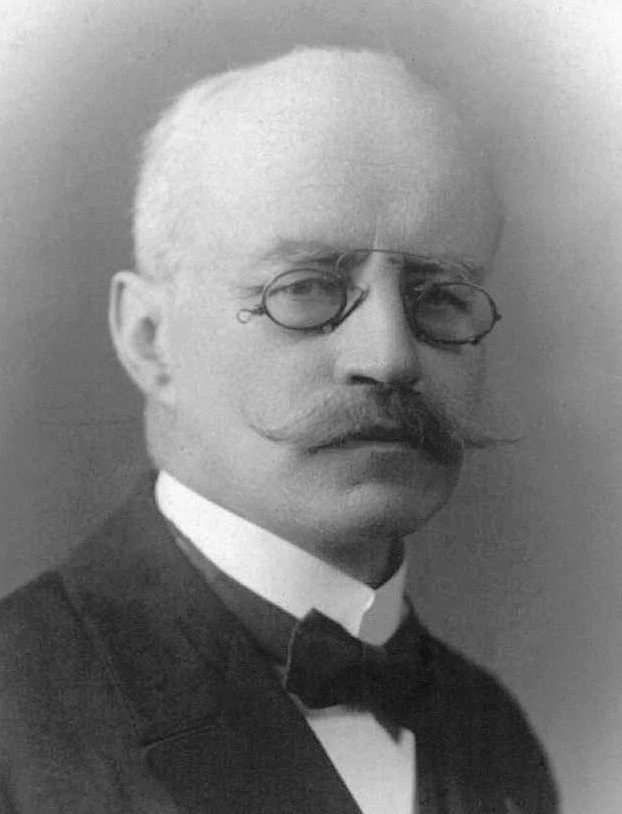
Josef Sýkora

Josef Sýkora (Josif Josifowicz Sikora, ros. Иосиф Иосифович Сикора, ur. 28 stycznia 1874 w Charkowie, zm. 23 lutego 1944 w Benešovie) – rosyjski astronom i astrofizyk czeskiego pochodzenia.

## Życiorys
Jego rodzice byli czeskimi emigrantami. Od 1892 pracował w obserwatorium astronomicznym Uniwersytetu Charkowskiego. Prowadził też obserwacje astronomiczne w Jurjewie, Moskwie i Pułkowie. Brał udział w rosyjsko-szwedzkiej wyprawie na Spitsbergen w zimie 1899/1900, zajmował się wówczas badaniami zorzy polarnej i jako jeden z pierwszych uzyskał zdjęcia tego zjawiska. Od 1906 pracował w obserwatorium w Taszkencie. Jako pierwszy w Rosji prowadził systematyczne obserwacje meteorów. W 1921 emigrował do Czech, był profesorem astronomii w Pradze.
Na jego cześć nazwano Lodowiec Sikory na północno-wschodnim wybrzeżu Sorkapp Land.

## Prace
- Об изменении диаметра Солнца в зависимости от явлений, наблюдаемых на его поверхности. Publ. der Charkower Univ. Sternw. 4 (1897)
- Краткий обзор статей, помещённых в Журнале итальянских спектроскопистов за 1896. Изв. Руcск. астрон. об-ва. 6, № 3, С. 149-156 (1897)
- Экспедиция к верховьям реки Муонио для наблюдения полного солнечного затмения 28 июля (9 авг.) 1896 г. Изв. Руcск. геогр. об-ва. 32, С. 411-439 (1897)
- Различные проявления физической жизни Солнца во время затмения 28 июля 1896 г.. Изв. Руcск. астрон. об-ва. − VI, № 8-9, С. 422-427 (1898)
- Фотографирование Солнца и явлений на нём. Фотографический Ежегодник П. М. Дементьева. Год 7-й. − СПб, 1898. С. 51-62.
- Sur la Photographie du Spectre de L‘Aurore Boreale. Memoires de L‘Academie Imperiale des Sciences de St.-Petersbourg 11, 9, 1–9 (1901)
- Die Wellenlängen der photographisch erhaltenen Linien des Nordlichtspectrum. Astronomische Nachrichten, 156, 326 (1901)
- Observations Directes et Photographies des Aurores Boreales. Memoires de L‘Academie Imperiale des Sciences de St.-Petersburg, 14, 5, 1–50 (1903)